# Victor Duchemin
Victor Duchemin né le 17 mai 1844 à Sainte-Marguerite-d'Elle et mort le 9 mars 1887 au Mans est un archiviste et historien français.

## Biographie
Il fait ses études au collège de Saint-Lô, tenu par les Oratoriens. Il entre en 1864 à l'École impériale des chartes, d'où il sort en 1867, après avoir soutenu une thèse historique sur Gautier de Coutances, archevêque de Rouen. 
Dans l'attente d'une situation officielle, il est secrétaire du prince de Bauffremont, puis de Louis Auvray, député de la Manche.
Le 24 décembre 1869 il est nommé archiviste départemental de la Mayenne. Les archives de la Mayenne lui doivent la rédaction de 2.800 articles de la série judiciaire (B) et 2.000 de la série révolutionnaire (L) ; l'acquisition du chartrier de la Roë et du cartulaire d'Évron, et une copie du cartulaire de Savigny. 
Il prépare, en collaboration avec M. Richard, une édition du cartulaire de la Roë.
Il publie dans la Revue d'Anjou (1875) les "Chroniques de Michel Courjaret, vicaire de Niafle en Craonnais, 1610-1621" et dans la Revue du Maine  (1877) une "Charte de Charles V pour l'abbaye de Bellebranche". 
Secrétaire de la Commission historique de la Mayenne dès sa fondation en 1878, il prit l'initiative d'une proposition tendant à tirer de l'« oubli fâcheux dans lequel ils sont laissés les noms des hommes illustres nés dans le département de la Mayenne », et donna ensuite (7 novembre 1878) de courtes notices sur André de Lohéac, Jehan Fouquet, François Pyrard, Pierre Le Baud, Charles Maucourt de Bourjolly, David Rivault de Fleurance et Daniel Tauvry.
Nommé en 1878 archiviste départemental de la Sarthe, il y pousse activement l'inventaire analytique, rédigé pour la série du clergé régulier (II) avec une telle conscience qu'il peut suppléer dans la plupart des cas aux archives elles-mêmes. 
Il continue la publication des Cahiers de plaintes et doléances et fait entrer dans son dépôt agrandi le chartrier de la Freslonnière et le fonds très considérable du présidial du Mans. 
Atteint au cours d'une de ses tournées d'inspection d'une bronchite qui dégénère en phtisie pulmonaire, il cesse son service pendant l'hiver 1886 et meurt le 9 mars 1887. 
Un travail important qu'il avait préparé sur les Premiers troubles de la Révolution dans la Mayenne, a été refondu et publié par Jules Triger dans la Revue du Maine en 1888.